# Michel Vanden Eeckhoudt
Michel Vanden Eeckhoudt est un photographe belge, né le 3 août 1947 à Bruxelles et mort le 28 mars 2015 dans la même ville.

## Biographie
Michel Vanden Eeckhoudt naît à Bruxelles le 3 août 1947. Sa mère est assistante sociale et son père, Jean-Pierre Vanden Eeckhoudt, docteur en sciences naturelles, enseignant et photographe amateur, est le fils du peintre Jean Vanden Eeckhoudt,.
Il est le cofondateur avec Christian Caujolle de l’agence VU. Il est surtout connu pour ses photos en noir et blanc d’animaux.
Michel Vanden Eeckhoudt meurt à Bruxelles le 28 mars 2015 à 67 ans.

## Expositions
Liste non exhaustive
- 1992 : « Les abbayes bénédictines », Rencontres d’Arles.
- 2007 : Galerie Camera Obscura
- 2013 : « Doux-amer » Rencontres d’Arles[1]
- 2022 : « Michel Vanden Eeckhoudt, une rétrospective », Musée de la photographie à Charleroi[1]